# قيصر (فلم)

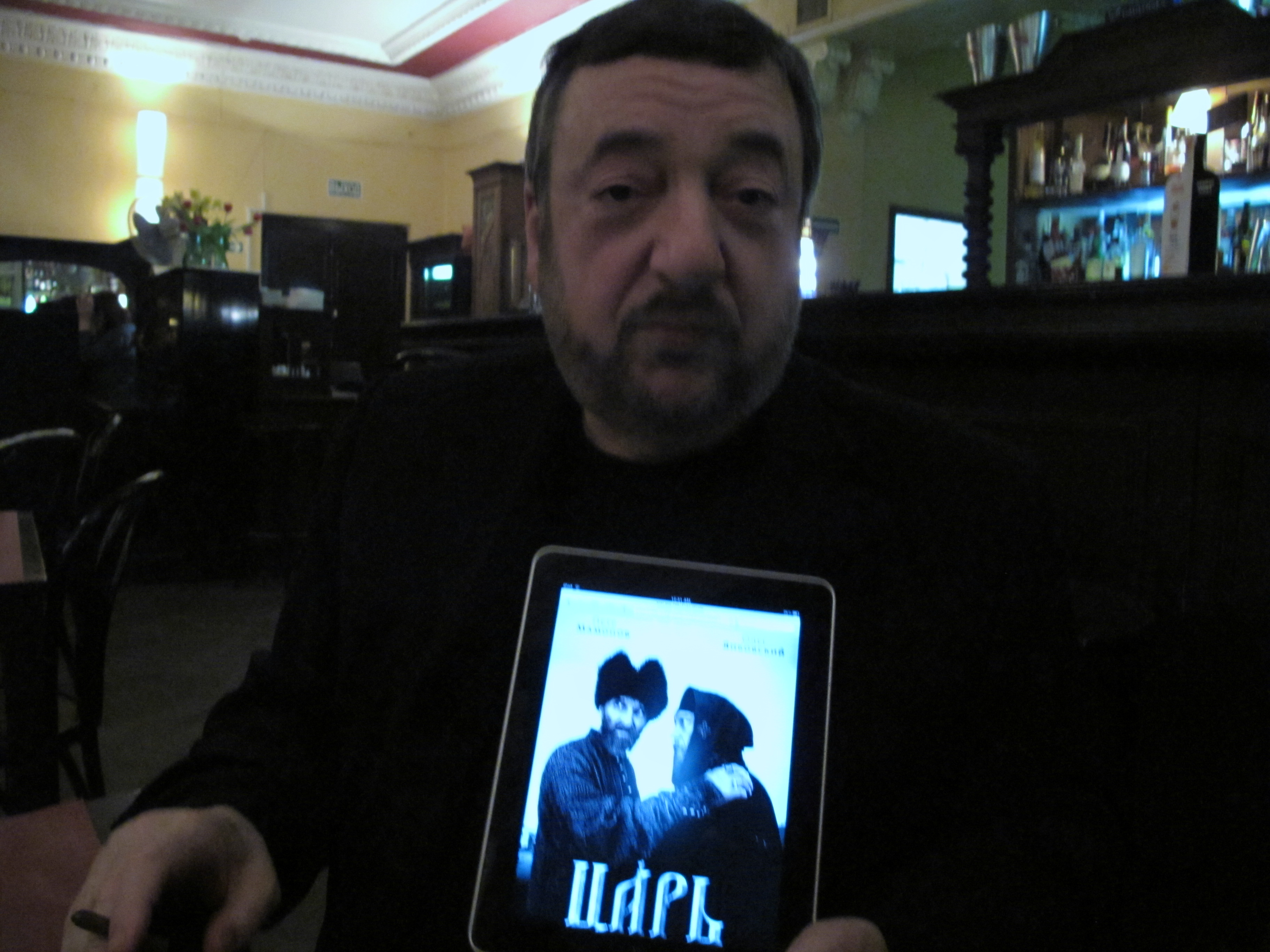

قيصر (الروسية: Царь) هو فيلم روسي أُخرج عام 2009.

## المؤامرة
يتحدث الفيلم عن الحرب الليفونية.

## الممثلون
- بيوتر مامانوف

## روابط خارجية
- مقالات تستعمل روابط فنية بلا صلة مع ويكي بيانات